# Dialekt slepiański
Dialekt slepiański (górnołuż. Slepjanska narěč) – dialekt przejściowy języka dolno- i górnołużyckiego (zaliczany czasem do dialektów wschodniołużyckich) używany w regionie Saksonii. Region slepiański ze swą nieco odmienną mową i kulturą jest dzisiaj częścią powiatu Görlitz i graniczy bezpośrednio z Brandenburgią (należą do niego wsie górnołużyckie, takie jak na przykład Slepo, Brězowka, Dźěwin, Miłoraz, Mułkecy, Rowno, Trjebin, a także Lěsk).
Dialekt slepiański używany jest we wszystkich wsiach tegoż powiatu, na wschodzie zasięg jego używania wyznacza gwara gródkowska, a na zachodzie - gwara spriejczańska. Dialektowi slepiańskiemu najbliższa jest jednak północna gwara mużakowska.

## Charakterystyka dialektu
Od innych górno- i dolnołużyckich dialektów różni się dzięki pewnych cechom, które niekiedy pojawiają się także w innych dialektach łużyckich:

### Fonetyka
- zachowanie zbitki literowej *str, np. wóstry (górnołuż. wótry, dolnołuż. wótšy, pol. ostry), sostra (górnołuż. sotra, dolnołuż. sotša, pol. siostra)
- zachowanie zębowej wymowy twardego *l (wymowa ł jako twarde l, tzw. "l kresowe")
- przejście zbitek *pŕ oraz kŕ na (p)ć i sć, np. (p)ći (górnołuż. při, dolnołuż. pśi, pol. przy), sćidło (górnołuż. křidło, dolnołuż. kśidło), zbitka *tŕ przeszła w dolnołużyckim w [ć] (w ortografii też: tś).
- refleks zgłoskotwórczego r jako er: np. sterkać (górnołuż. storkać, dolnołuż. starkaś), kercma (górnołuż. korčma, dolnołuż. kjarcma)

To, czym dialekt różni się przede wszystkim od górnołużyckiego to:
- zachowanie u w czasownikach na *-nǫti (np. kopnuć, padnuć – kopnąć, padnąć)
- dolnołużycki typ "ó-towania" (ó stoi – pod akcentem – po b, p, m, w, ch, k, g, np. kół - ale: kopać, góra - ale: gowno; zgubi więc przegłos nad ó, a wymowa zmieni się na o: góra – ale 'na gorje
- refleks akcentowanego *ę to ě, np. měso (górnołuż. mjaso, pol. mięso)

Od dolnołużyckiego różni się przede wszystkim:
- zachowaniem ć i dź (dolnołuż. ś i ź), np. ćěgać (dolnołuż. śěgaś, pol. ciągać), dźěk (dolnołuż. źěk)
- zachowaniem zbitek *pr, *kr i *pr, np. prawy (dolnołuż. pšawy, pol. prawy), kryće (dolnołuż. kšyśe), trawa (dolnołuż. tšawa).

### Morfologia
Również w obszarze morfologii dialekt slepiański ma swoje osobliwości:
- 3. osoba liczby mnogiej kończy się w niektórych przypadkach na -aje (por. łużyckie -aja, -aju), np. ludźe spiwaje (ludzie śpiewają).

### Leksyka
Dialekt slepiański ma wiele słów charakterystycznych tylko dla niego. Oto niektóre z nich:
- majka (górnołuż. kačka, dolnołuż. kacka, pol. kaczka)
- gólica (górnołuż. holca, dolnołuż. źowćo, pol. dziewczyna)
- (te) skót (plurale tantum; górnołuż. (tón) skót, dolnołuż. zbóžo, pol. bydło)

## Wkład w rozwój dialektu
Ważne dzieła w dialekcie slepiańskim zostały spisane przez duchownych, którzy zbierali i notowali swoje kazania. W zapisywaniu dialektu niemały udział miał również Jan Hantšo-Hano, który był ogrodnikiem samoukiem, historykiem oraz ludowym bajkopisarzem.
Ważny wkład w dziedzinie fonetyki i fonologii gwar slepiańskich poczynił Arnulf Schroeder. Jego dzieło Die Laute des wendischen (sorbischen) Dialekts von Schleife in der Oberlausitz, Lautbeschreibung wydano w 1958 r.

## Przykłady językowe z dawnej i współczesnej historii dialektu
A tak jo mój nan póten to Słabcyc pół žywnosći krynuł, a na tej su byli wěkšy dźěl lute lěda a mało role; a wónej stej byłej jeno dwě peršonje na cyłej žywnosći a njejstej mogłej hobstać a doprjodka pćić a stej lědym tu półowicu hobdźěłałej. A ten wuj jo był mójeje maćerje bratr a mój kmótr, a ta ćota jo była mójeje maćerje sostra, a tak su byli bratry a sostry wše wót jeneje maćerje. A tak stej póten mój nan a mać to pół žywnosći měłej a te lěda stej hukopowałej a tež huworowałej. A ja som z nima raz sobu jěł na to huworowanje na Doły na te dlejke góry hot Syjańskeje drogi. To stej tam huworowałej, a ja som chójdźił za nanom pó tej brozdźe a pak som chójdźił pći tom pługu, a som glědał, kak to se wórjo. A mać jo póganjała a za wócku pomagała ćěnuć, a nan jo tež pomagał ten pług ćišćać. A dyž stej ten pěty raz hokoło jěłej a zasej k tej droze stej jěłej a mały kusk stej do kóńca k droze měłej, da jo ten kóń se zwalał. Da stej póten jogo zwigałej, mać za głowu a nan za hopyš, a to jima njechał nedy stanuć; da ten nan jo póten jogo jare bił a tergał górjej. Da jo ten wół – aby jo była krowa? to ja prawje njewěm, Bog wě lěpjej hako ja, co jo było, krowa aby wół – da to jo se bójało, njechało změrom stojać, dyž jo nan na togo kónja harował, bił a tergał. A ja som se tež bójał teje hary a bića, kak to budźo. A tak jogo póten šak někak górjej krynuštej, da stej póten pomałem jěłej do kóńca pó tu drogu a stej se roćiłej zasej a na kóńcu filku zastałej a wótpocynułej stej. A póten stej zasej pomałem jěłej hokoło, da ja som póten zasej lubjej šeł domoj a tež njejsom wěcej z nima sobu šeł nidźon. A tedym ja som jěšći mały gólc był. Ja som był jakle (w) štwórtem lěće, jako som z nima sobu był na tom huworowanju. A to běšo jěšće někotere lěta pjerjej togo drogego lěta…
Hanzo Njepila, ČMS 1899, str. 110
We Derbnje pći Beršću jo bydlił raz jeden kněz, a ten jo měł jenogo kucharja. Ten kuchaŕ jo musał tomu knězoju wjele raz šwony pjec. Ten kuchaŕ měł jenu lubku, a tej był wón cujare dobry. A ta jo ćěła rada tež raz pjeconeg šwonu měć a jěsć. Toć ten kuchaŕ jo wótrězał jenu nogu wót tog šwonu a ju hopjekł swójej lubce. Hako jěnter ten kněz měł tog pjeconeg šwonu na blidźe, jo wón prašał togo kucharja, dlacogo da ma ten šwon blows jenu nogu. Da jo ten kuchaŕ prajił, až wšycke šwony blows jenu nogu maje. Jěnter stej šłej wen tej běžni hoglědać, jo-lik to wěrno. A glědaj, wšycke šwony su stojali na tej kupje ho tej běžni na jenej noze. Ten kněz jo wółał "ša-ša" a šakał a te šwony hušakał, až su hulećeli, a naraz su měli dwě noze. Da jo prajił ten kuchaŕ tomu knězoju, dyby tej pjeceni wółał "ša-ša", da by wóna tež krydła dwě noze.
běžnja = wjesny hat.

## Literatura
- Arnošt Muka: Historische und vergleichende Laut- und Formenlehre der niedersorbischen (niederlausitzisch wendischen) Sprache. Mit besonderer Berücksichtigung der Grenzdialekte und des Obersorbischen., Lipsk 1891
- Arnulf Schroeder: Die Laute des wendischen (sorbischen) Dialekts von Schleife in der Oberlausitz, Lautbeschreibung, Tübingen 1958
- Helmut Faska, Helmut Jenč, Siegfried Michałk: Serbski rěčny atlas, zwj. 1–15 Budyšin, LND 1965–1996
- Helmut Faska: Der Schleifer Dialekt – eine lebendige Existenzform der sorbischen Sprache w: Die Folklore der Schleifer Region, Zur Wortfolklore, Heft 4, Bautzen 1990
- Hélène Brijnen: Die Sprache des Hanso Nepila, Der niedersorbische Dialekt von Schleife in einer Handschrift aus der ersten Hälfte des 19. Jahrhunderts, Budyšin, LND 2004, ISBN 978-3-7420-1941-7
- Hanzo Njepila: Šycko som how napisał – Cytanka, zestajał a za ćišć pćigotował Fabian Kaulfürst, Budyšyn 2006, ISBN 978-3-7420-2043-7
- Hinc Rychtaŕ: Slěpjańska cytanka – teksty z dweju stolěćowy w Slěpjańskem dialekće a w němskej rěcy, Budyšyn, LND 1996, ISBN 978-3-7420-1601-0